# モンキーキング 西遊記
『モンキーキング 西遊記』（原題：The Lost Empire 別題:The Monkey King）は、アメリカ合衆国の映画作品。『西遊記』を現代風にアレンジしたこの映画は、アメリカ合衆国ではNBCとSyfyの共同制作のもと、4時間ドラマとして放送された。

## キャスト
※括弧内は日本語吹替
- ニコラス・オートン - トーマス・ギブソン（小杉十郎太）
- 観音菩薩 / チャオ教授 - バイ・リン（折笠愛）
- 孫悟空 - ラッセル・ウォン（藤原啓治）
- 猪八戒 - エディ・マーサン（中田和宏）
- 沙悟浄 - カビール・ベディ（水野龍司）
- シュウ - ランダル・ダク・キム（千田光男）
- 呉承恩 - ヘンリー・オー（小山武宏）
- 孔子 - リック・ヤン（廣田行生）
- シェン教授 - バート・クウォーク
- リンダ - オルガ・ソスノフスカ（喜田あゆ美）
- 社長 - ジェームズ・フォークナー
- エリザベス - インデイ・バ
- 共産党当局者 - リチャード・ン
- 白蛇 - チア・スアン（中澤やよい）
- おばあちゃん猿 - ピク・セン・リム（好村俊子）
- 須菩提祖師 - リム・カイシュウ
- 玉帝 - スチュアート・オング（翁世傑）
- 混世魔王 - テレンス・ビーズリー
- 混世魔王第4夫人 - アネット・バッドランド
- リアン婆さん - マージョリー・ホー
- 傘の魔王 - サイモン・バーンスタイン

## スタッフ
- 武術指導：リドリー・ツイ（徐寶華）
- スタントコーディネーター：Petr Drozda
- ヘア・メイク：カレン・ドーソン
- 視覚効果監督：マット・ジョンソン
- SFX：シネサイト

## 評価
- USAトゥデイのロバート・ビアンコはこの作品を「バカバカしくて、わけがわからない」と評した[1]。バラエティはこの作品を下らないと評し、特殊効果が、中身のないこの作品の外殻を形成していると評価した [2]。
- この番組はNBCで放送されたミニシリーズの中で最低の視聴率を記録し、批評家たちはロバート・ハルミ・Jr.による特殊効果が最初のほうは良かったものの、話が進むにつれて過剰に感じたと評した[3][4]。